# اولد نورث بریج
پل شمالی یا نورث بریج (انگلیسی: North Bridge) که اغلب در محاوره‌ها با نام پل شمالی قدیمی یا اولد نورث بریج (انگلیسی: Old North Bridge) از آن یاد می‌شود، پلی تاریخی در کنکورد، ماساچوست در ایالات متحده آمریکا است.
این پل یک سایت تاریخی در نبرد کنکورد در نخستین روز نبرد در جنگ استقلال آمریکا بشمار می‌رود. پل عابر پیاده چوبی فعلی یک نسخه کپی از پلی است که در زمان نبرد برپا بوده است. این پل و اطراف آن در حال حاضر بخشی از پارک ملی تاریخی مینوت من از سازمان پارک‌های ملی امریکا است و یک مقصد گردشگری بسیار محبوب است.

## نگارخانه

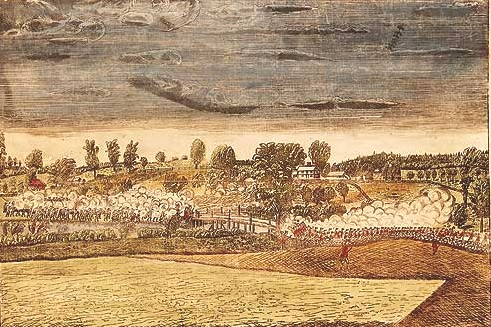
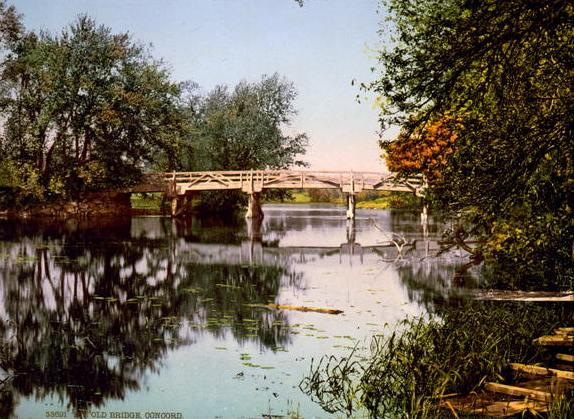
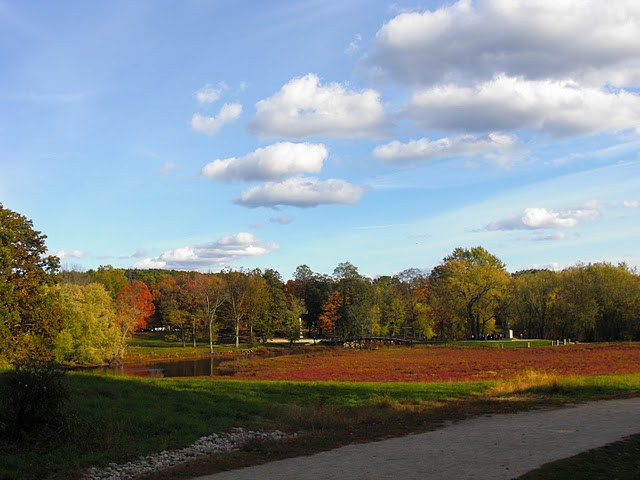
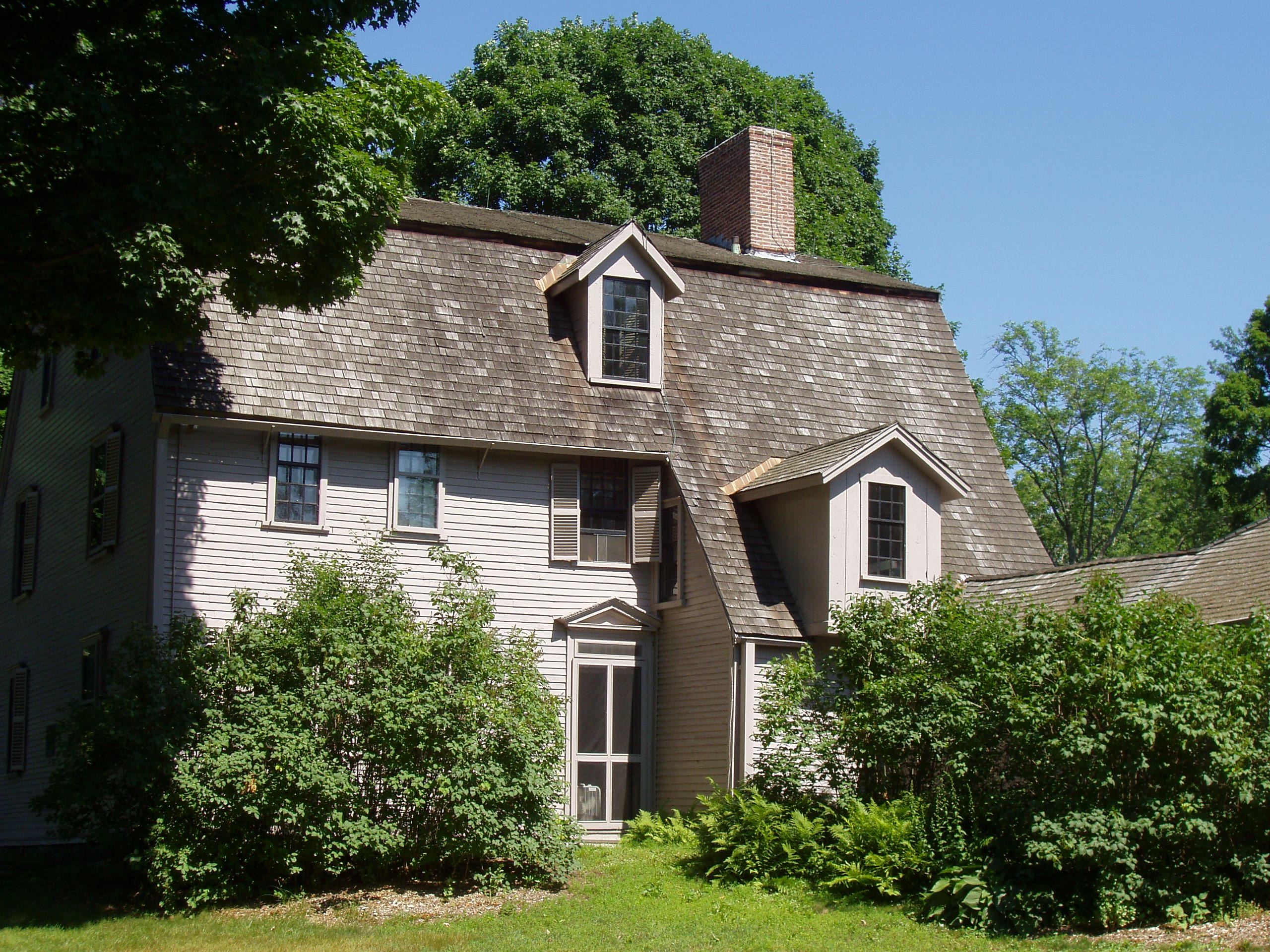
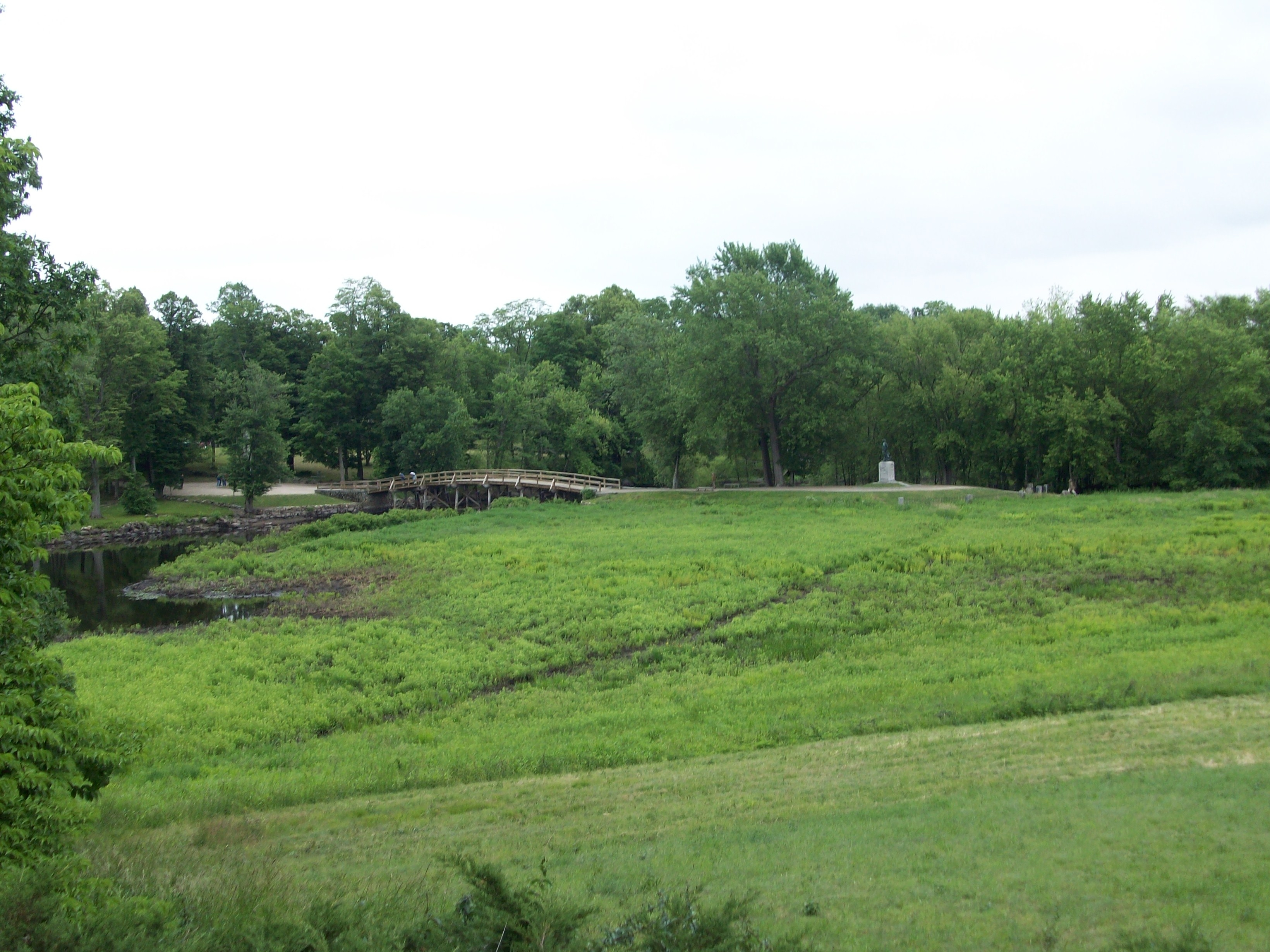
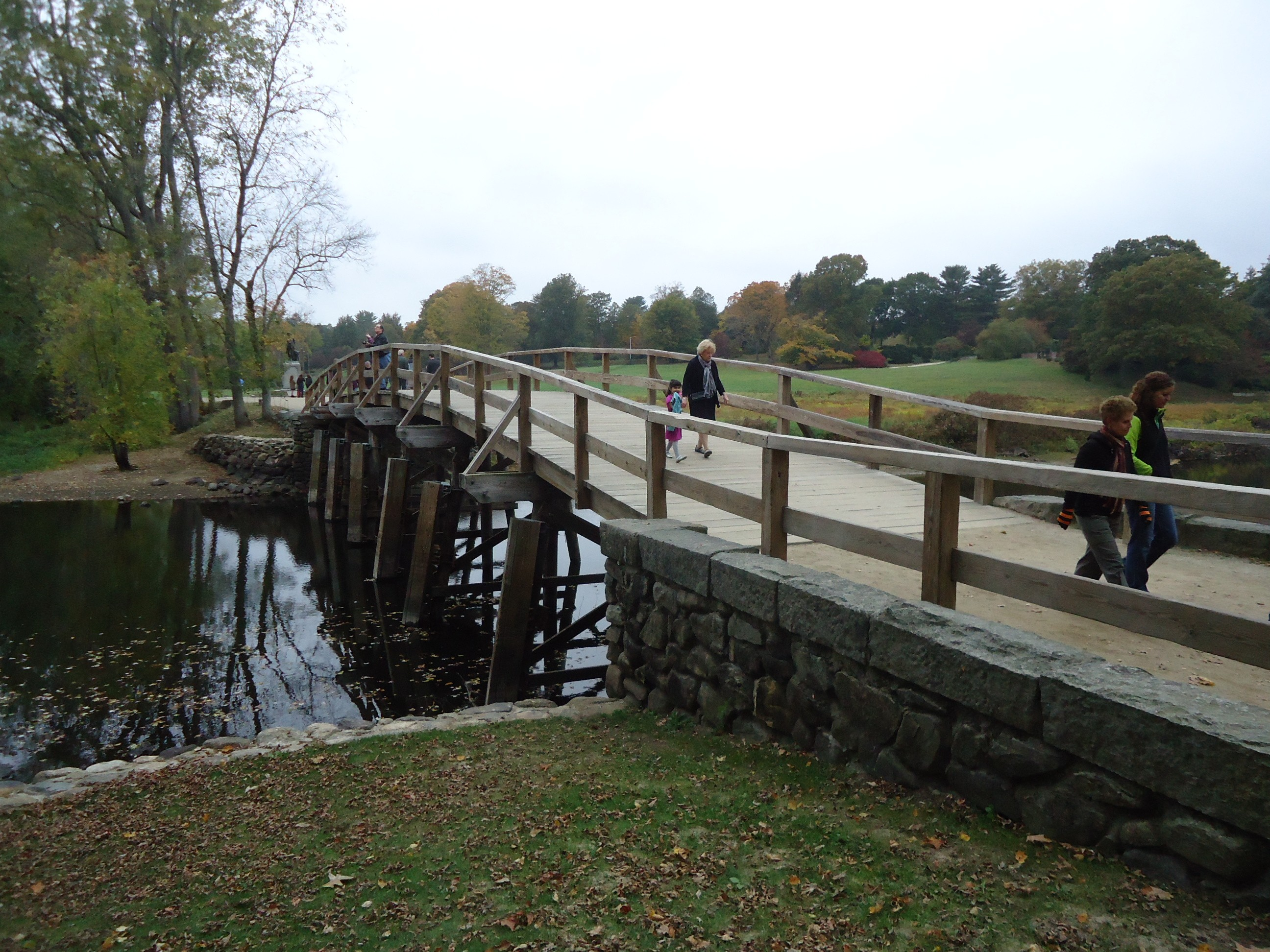